# Freya (cotre-pilote)
Pour les articles homonymes, voir Freya.
Le Freya est un cotre britannique à coque, pont et mâts en bois. C'est une réplique de cotre-pilote des îles Scilly (Scillonian pilot cutter).

## Histoire
Il a été mis en construction en septembre 2010, par l'architecte naval Luke Powell, au chantier Work Sail à Gweek en Cornouailles. C'est une réplique d'un cotre pilote des îles Scilly qui a été lancé le 7 avril 2012.
Freya est le dernier d'une série de voiliers comparables, non identiques et de tailles variables. Le premier, le plus petit, est l'Eve of St Mawes, lancé en 1997. Puis ont suivi les Lizzie May (2001), Agnes of Scilly (2003), Hesper (2004), Ezra ,Tallulah (2008) et Amelie Rose (2009). 
Freya, malgré sa taille et son type de gréement (une grand-voile à corne, un flèche, deux focs et une trinquette), est facilement manœuvrable par deux marins. C'est un voilier de croisière privé.  
Il a participé à Temps fête Douarnenez 2018.